# 한국옐로우페이지
한국옐로우페이지 또는 KOREA YELLOW PAGES는 수출마케팅 및 무역컨설팅 전문 기업이다. 1983년 2월 10일에 설립한 한국옐로우페이지는 시장개척 및 신규 바이어 발굴, 상담, 계약, 선적, 통관까지 전반적인 해외마케팅 부문 사업에 종사하고 있다. 한국 수출 상품 전문 무역 B2B사이트인 KOREAYELLOWPAGE.NET사이트 운영을 비롯해 2014년 현재 해외 기초/심층 시장조사, 온라인 수출지원, 검색엔진 마케팅, 해외 전시회 마케팅 대행, 해외 상품 홍보, 글로벌 브랜드 마케팅, 글로벌 브랜드 개발 전략 등의 서비스를 제공하고 있다. 또한 카탈로그, 웹 디자인, 기업 홍보용 영상, 제품 패키지, 제품 디자인 등의 서비스 또한 제공한다.

## 사업 분야
한국옐로우페이지가 제공하는 사업 서비스로는 해외시장조사, 바이어 발굴, 수출거래 상담 계약 등의 해외 마케팅 사업과 무역전문가 지원 온/오프라인 마케팅, 사이트최적화를 통한 해외 검색엔진 마케팅, 해외전시회 마케팅 대행/해외 상품 홍보, 글로벌 브랜드 마케팅/브랜드 개발 서비스 사업 등이 있다. 또한 전세계 43개국 수출 글로벌 네트워크를 활용 및 해외 B2B거래 알선 사이트와 협업하여 해외 마케팅을 진행하고 있다.

## 주요 서비스

### 해외마케팅 사업
- 해외 기초시장조사
- 해외 심층시장조사
- koreayellowpage.net 온라인 수출지원
- 검색엔진 마케팅
- 해외 전시회 마케팅 대행
- 해외 상품 홍보

### 무역기반 조성사업/디자인 사업
- 카탈로그
- WEB 디자인
- 기업 홍보용 영상제작
- 패키지 디자인
- 제품 디자인
- 상품 사진촬영

## 보유 인증
- 산업통상자원부 지정 e-무역상사
- Google 해외광고 대행사
- 중소기업청 해외마케팅 수행업체
- 중소기업진흥공단 해외마케팅 수행업체
- 중소기업유통센타 해외마케팅 수행업체
- 경영혁신형 중소기업
- 수출유망중소기업
- 품질경영시스템 ISO9001:2000
- 수출전문가 인증
- 기술 혁신형 중소기업/벤처기업
- 무역업등록증
- 기업부설연구소
- 산업디자인전문회사 (종합)
- 출판사신고필증
- 조달청 등록업체
- 산학협동협력업체

## 참고 자료

### 전문도서
1. 중소기업청, 《2014 중소기업 수출역량강화 사업 매뉴얼》, 2014.03.20
2. 중앙경제평론사, 《무역실무자를 위한 해외마케팅》,이기찬, 2013.03.04

### 학술자료
1. 소상공인시장진흥공단,《해외 주요국가 창업 지원을 위한 상권정보 수집분석 방안 연구용역 사업 제안서》, 2014.03.26

### 신문기사
1. 주간무역, 《2013 수출역량강화사업 특집Ⅱ ②수행기관소개<2>》, 2014.03.17